# Openbravo POS
Openbravo POS — відкрита Pos-система, що розробляється в рамках співтовариства Openbravo. До придбання проектом Openbravo система називалася Librepos. Система Librepos раніше також була відома як Tina POS.
Система призначена для організації роботи магазинів, торгових складів та різного роду торгових організацій, що потребують кассової системи обліку продажу товарів. Також існує спеціальній форк програми під назвою OpenPOS, що підтримує можливості виготовлення товарів з сировини та призначений для ресторанів, піцерій та кафе швидкого харчування. Система розроблена з можливістю роботи в мережі з декількох POS-систем, об'єднаних єдиною базою даних. В рамках проекту Openbravo передбачається використовувати Openbravo POS як інтерфейс фронт-офісу. Дані, отримані від користувачів в процесі роботи системи, накопичуються і потім передаються в Openbravo ERP через реалізовані механізми синхронізації.
Відмінною особливістю Openbravo POS є інтерфейс системи, спеціально розроблений для використання з сенсорними екранами моніторів, комунікаторів і т.і. Інтерфейс системи дозволяє ввести інформацію як тільки через сенсорний екран без використання інших пристроїв вводу (клавіатури, комп'ютерної миші, сканера штрих-коду тощо), так і з використанням звичайних інструментів вводу.

## Історія системи
Спочатку система називалася Tina POS. Перша версія системи була випущена в грудні 2005 року. Засновником і головним розробником Tina POS був Адріан Ромеро (Adrián Romero).
Перша назва системи незабаром було змінено, оскільки назва «Tina» було зареєстрованою торговою маркою інших компаній. C 30 липня 2007 проект став називатися Librepos. Під цією назвою система і була придбана проектом Openbravo. Остання версія Librepos 0.0.24 вийшла 1 листопада 2007 року. З моменту першої публікації і до придбання проектом Openbravo систему скачало понад 100000 користувачів.
Угода про придбання Librepos було підписано 29 листопада 2007 року в місті Памплона, Іспанія. Назва проекту відповідно до корпоративної політикою Openbravo було змінено на Openbravo POS, а Адріан Ромеро був прийнятий в команду розробників Openbravo POS як архітектор програмних продуктів.
Перша версія Openbravo POS вийшла 25 лютого 2008 року. Позначення версій Openbravo POS було розпочато з цифри 2.00.
Починаючи з версії Openbravo POS 2.10 основна збірка системи містить локалізацію лише англійською мовою, пакети локалізацій на інші мови виходять окремо через деякий час після виходу основної версії.
У версії Openbravo POS 2.30 доданий модуль роботи з КПК.

## Архітектура системи
Робота Openbravo POS організована за принципом клієнт-сервер. Як серверна частина використовується розроблена база даних організована засобами СУБД, а як клієнтська частина скомпільована під певну платформу програма на Java.

### Сервер
Підтримувані бази даних:
- Oracle 10g release 2 (редакції Express, Standard і Enterprise);
- PostgreSQL 8.1.4 або вище;
- MySQL 5.0 або вище;
- HSQLDB 1.8.0 або вище.

### Клієнт
Операційні системи:
- Linux
  - Debian / Ubuntu;
  - Suse;
  - Red Hat;
  - CentOS;
- Mac OS X;
- Microsoft Windows 2000, XP, Vista.

Необхідне додаткове програмне забезпечення:
- Java 2 Platform Standard Edition 5.0 або вище.

Підтримуване POS обладнання:
- Сенсорний екран, що підтримує емуляцію комп'ютерної миші.
- Сканер штрих-кодів, підтримує емуляцію клавіатури.
- Принтер чеків, що підтримує протокол ESC/POS або підключений через JavaPOS драйвер.
- Фіскальний принтер, що підключається через JavaPOS драйвер.
- Дисплей покупця, що підтримує протокол ESC/POS або підключений через JavaPOS драйвер.
- Грошовий ящик, підключений до принтера чеків або через JavaPOS драйвер.
- Термінал збору даних, модель Metrologic ScanPal2.
- Електронні ваги, що підтримують протокол Samsung.
- Зчитувач магнітних карт, який підтримує емуляцію клавіатури.

Використовувані технології:
- Java/Swing,
- SQL,
- XML,
- Web-сервіси.

Локалізації для мов і діалектів:
- Арабську;
- Болгарська;
- Німецький;
- Грецький;
- Англійська;
- Іспанська;
- Басскій;
- Фінська;
- Французький;
- Галісійська;
- Італійську;
- Данська;
- Польський;
- Португальська бразильський;
- Румунська;
- Російський;
- Словенська;
- Албанська;
- Шведська;
- Тайський.

## Приклади впровадження
| Компанія               | Сайт                                                          | Місцезнаходження            | Сфера автоматизації                    |
| ---------------------- | ------------------------------------------------------------- | --------------------------- | -------------------------------------- |
| TriMet                 | www.trimet.org [Архівовано 15 лютого 2009 у Wayback Machine.] | США штат Орегон р. Портленд | Продаж квитків громадського транспорту |
| Піцерія «Dom Italiano» | domitaliano.in.ua                                             | УкраїнаКиїв вул. Эрнста 14  | Ресторан Італійської кухні, Піцерія    |